# Vrije-uitloopei

Binnen 9 hennen per vierkante meter, buiten één hen per vier vierkante meter.

Een vrije-uitloopei is een ei gelegd door een kip die ook buiten kan lopen.
Een kip die overdag ook buiten kan lopen heeft een afwisselender leven dan een scharrelkip, die meestal alleen maar binnen de stal kan blijven. Een vrije-uitloopei mag zo heten als de kip minimaal 4 m2 uitloopruimte beschikbaar heeft. Voor 2500 kippen moet de boer dus 10.000 m2 (1 hectare) weiland aan de kippen beschikbaar stellen. Die uitloopmogelijkheid kost de boer dus geld (grond, afrastering uitloopruimte). Vrije-uitloopeieren zijn daardoor dan ook meestal duurder dan scharreleieren.
Deze eieren hebben eicode '1'.